# Шерил (Њујорк)
Шерил (енгл. Sherrill) град је у америчкој савезној држави Њујорк. По попису становништва из 2010. у њему је живело 3.071 становника.

## Демографија
Према попису становништва из 2010. у граду је живело 3.071 становника, што је 76 (2,4%) становника мање него 2000. године.
| Група             | 2000.         | 2010.         |
| Белци             | 3.066 (97,4%) | 2.977 (96,9%) |
| Афроамериканци    | 7 (0,2%)      | 9 (0,3%)      |
| Азијати           | 19 (0,6%)     | 28 (0,9%)     |
| Хиспаноамериканци | 26 (0,8%)     | 33 (1,1%)     |
| Укупно            | 3.147         | 3.071         |